# Dulo Hill
Der Dulo Hill  (englisch; bulgarisch хълм Дуло chalm Dulo) ist ein 210 m hoher und felsiger Hügel auf der Livingston-Insel im Archipel der Südlichen Shetlandinseln. Er ragt 1,2 km südöstlich des Start Hill, 2,52 km südlich des Voyteh Point und 2,49 km westnordwestlich des Penca Hill in den Dospey Heights auf der Byers-Halbinsel auf.
Britische Wissenschaftler kartierten ihn 1968, spanische 1992 und bulgarische 2005 sowie 2009. Die bulgarische Kommission für Antarktische Geographische Namen benannte ihn 2009 nach der großbulgarischen Herrscherdynastie Dulo vom 7. bis 10. Jahrhundert in Verbindung mit der Stadt Dulowo im Nordosten Bulgariens.